# Michael Harrison
Pour les articles homonymes, voir Harrison.
Michael Harrison, nom de plume de Maurice Desmond Rohan, né le 25 avril 1907 à Milton-next-Gravesend (en), dans le Kent, en Angleterre, et mort le 13 septembre 1991 à Hove, dans le Sussex de l'Est, est un écrivain britannique. Il utilise aussi les pseudonymes Quentin Downes et Michael Egremont.

## Biographie
Il fait des études à l'université de Londres, puis dirige plusieurs revues, notamment The British Ink Marker. Il exerce ensuite plusieurs métiers : expert technique et industriel, directeur d'une agence de publicité...
En 1934, il publie son premier roman, Weep For Lycidas.
Écrivain prolifique et touche-à-tout, il écrit de nombreux ouvrages sur différents sujets, dont les timbres rares, les chapeaux, la sorcellerie... Également biographe, il publie un ouvrage sur Charles Dickens intitulé A Sentimental Journey in Search of an Unvarnished Portrait (1953), et un autre sur Peter Cheyney, Peter Cheyney, Prince of Hokum (1954). Spécialiste de Sherlock Holmes, il fait paraître plusieurs études sur le célèbre personnage d'Arthur Conan Doyle, notamment le premier qui s'intitule In the Footsteps of Sherlock Holmes (1958).
En 1952, il publie un roman policier, The Darkened Room. Il écrit également douze nouvelles qui pastichent le chevalier Charles-Auguste Dupin, le héros emblématique d'Edgar Allan Poe. Ces nouvelles, parues dans Ellery Queen's Mystery Magazine, sont traduites en français dans Mystère Magazine et dans un recueil Le Retour du chevalier Dupin (Murder in the Rue Royale, 1972).
De 1952 à 1954, sous le pseudonyme de Quentin Downes, il fait paraître une série de trois romans consacrée à l'inspecteur Abraham Kozminski.
En 1976, il écrit la novélisation du film de James Whale, La Fiancée de Frankenstein, sous le titre Bride of Frankenstein qu'il signe Michael Egremont.

## Œuvre

### Romans
- Weep For Lycidas (1934)
- The Bride of Frankenstein (1936)
- Higher Things (1945)
- The Darkened Room (1952)
- The Brain (1953)

### Romans signés Quentin Downes

#### SérieKozminski
- No Smoke, No Fire (1952)
- Heads I Win (1953)
- They Hadn't a Clue (1954)

### Nouvelles

#### SérieAuguste Dupin
- The Vanished Treasure (1965)
- The Mystery of the Fulton Documents (1965) Publié en français sous le titre Le Mystère des documents Fulton, Paris, Éditions OPTA, Mystère magazine no 236 (septembre 1967)
- The Man in the Blue Spectacles (1966)
- The Mystery of the Gilded Cheval-Glass (1967) Publié en français sous le titre Le Mystère de la psyché dorée, Paris, Éditions OPTA, Mystère magazine no 246 (juillet 1968)
- The Fires in the Rue St. Honoré (1967) Publié en français sous le titre Les Incendies de la rue Saint-Honoré, dans l'anthologie Mystères 86. Les Dernières Nouvelles du crime, Paris, LGF, coll. « Le Livre de poche » no 6166 (1986)  (ISBN 9-782-25303845-0)
- The Murder in the Rue Royale (1968) Publié en français sous le titre Le Crime de la rue Royale, Paris, Éditions OPTA, Mystère magazine no 270 (août 1970)
- The Facts in the Case of the Missing Diplomat (1968) Publié en français sous le titre L'Affaire de la disparition du diplomate, Paris, Éditions OPTA, Mystère magazine no 263 (janvier 1970)
- The Assassination of Sir Ponsonby Browne (1968) Publié en français sous le titre L'Assassinat de Sir Ponsonby Browne, Paris, Éditions OPTA, Mystère magazine no 254 (avril 1969)
- The Clew of the Single Word (1969)
- Murder in the Rue Saint-André-des-Arts (1970) Publié en français sous le titre Le Crime de la rue Saint-André-des-Arts, Paris, Éditions OPTA, Mystère magazine no 279 (mai 1971)
- The Jewel of Childeric (1973)

#### Autres nouvelles
- The Talisman (1939)
- Variation on an Old Theme (1940)
- At the Heart of It (1943)
- Twelfth Night (1955)
- Getaway (1955)
- Some Very Odd Happenings at Kibblesham Manor House (1969)
- Pull Devil, Pull Baker! (1969)
- Whatever Happened to Young Russel (1970) Publié en français sous le titre Qu'arriva-t-il au petit Russel ?, Paris, Éditions OPTA, Mystère magazine no 273 (novembre 1970)
- Wit's End (1970) Publié en français sous le titre La Fin d'un esprit, Paris, Éditions OPTA, Mystère magazine no 276 (février 1971)
- A Study in Surmise (1971) Publié en français sous le titre Une étude en conjecture, Paris, Éditions OPTA, Mystère magazine no 295 (septembre 1972)
- They Hang Thieves, Don't They? (1984)

### Recueil de nouvelles
- Murder in the Rue Royale (1972) (autre titre The Exploits of Chevalier Dupin) Publié en français sous le titre Le Retour du chevalier Dupin, Paris, Christian Bourgois éditeur, coll. « Grands détectives » no 2083 (1990)  (ISBN 2-264-01280-3)

### Essais
- In the Footsteps of Sherlock Holmes (1958)
- (Cuthbert) Lyndon Parker (1965)
- Dupin: The Reality Behind the Fiction (1968)
- The London of Sherlock Holmes (1972)
- The World of Sherlock Holmes (1973)

### Biographies
- A Sentimental Journey in Search of an Unvarnished Portrait (1953)
- Peter Cheyney, Prince of Hokum (1954) Publié en français sous le titre Peter Cheyney, Paris, Éditions Robert Laffont, coll. « Pavillons » (1955)

### Autres ouvrages
- Post Office, Mauritius 1847 (1947)
- The History of the Hat (1960)
- The Roots of Witchcraft (1973)
- Hornung's Revenge: Raffles: Greatest Sherlockian Spoof of All (1984)

### Novélisation signée Michael Egremont
- The Bride of Frankenstein (1976)

## Sources
: document utilisé comme source pour la rédaction de cet article.
- Claude Mesplède (dir.), Dictionnaire des littératures policières, vol. 1 : A - I, Nantes, Joseph K, coll. « Temps noir », 2007, 1054 p. (ISBN 978-2-910-68644-4, OCLC 315873251), p. 938-939